# Tim Colceri
Tim Colceri (Canton, 15 de junio de 1951) es un actor y comediante estadounidense, reconocido principalmente por su papel en la película bélica de 1987 Full Metal Jacket, dirigida por Stanley Kubrick. Originalmente audicionó para realizar el papel del sargento Hartman, pero el papel finalmente fue interpretado por el actor R. Lee Ermey. Colceri participó en reconocidas producciones para televisión como Silk Stalkings, Who's the Boss? y El mundo secreto de Alex Mack, entre otras.

## Filmografía

### Cine y televisión
- Inside the Love House (1983) - Joe
- Never Too Young to Die (1986) - Grady
- Full Metal Jacket (1987) - Soldado
- Emanon (1987) - Trabajador de construcción
- Talent for the Game (1991) - Entrenador
- Silk Stalkings (1992) - Pike
- Who's the Boss? (1992) - Trabajador de construcción
- To Protect and Serve (1992) - Franklin
- Slaughter of the Innocents (1993) - Warden Bates
- CIA II: Target Alexa (1993) - Agente
- The Secret World of Alex Mack (1994) - Sr. Heller
- Potion d'amour (1994)
- Rage (1995) - Parrish
- Leprechaun 4: In Space (1996) - Metal Head[4]
- Eraser (1996) - Guarda de seguridad
- Riot (1996) - Garrison
- The Underground (1997) - Palcone
- Against the Law (1997) - Oficial
- Babylon 5: In the Beginning (1998) - Capitán Jankowski
- Charades (1998) - Millonario
- Fallen Arches (1998) - Oficial Harding
- Ultimate Target (2000) - Bob Weinerman
- Bad Guys (2000) - Agente Todd
- Megiddo (2001) - Hansen
- Reflections of Evil (2002) - Veterano de guerra
- Soap Girl (2002) - Hombre casado
- Hitters (2002) - Torillo
- The Gun (From 6 to 7:30 p.m.) (2003) - AJ
- Wounded Love (2004) - Padre de Rebecca
- Raspberry & Lavender (2004) - Frank Whitworth
- The Last Eve (2005) - Monje
- Alibi (2007) - Costello
- Evilution (2008) - Gabriel Collins
- Space Girls in Beverly Hills (2009) - Barón Von Benson
- Kimchi Warrior 2D Feast of Fury (2011)
- The Devil Inside (2012) - Monje
- Garbage (2013) - Productor asociado
- Cry of the Butterfly (2014) - Oficial de policía
- Retreat! (2016) - Coleman